# Saccharum robustum
Saccharum robustum är en gräsart som beskrevs av E.W.Brandes, Jacob Jeswiet och Carl Otto Grassl. Saccharum robustum ingår i släktet Saccharum och familjen gräs. Inga underarter finns listade i Catalogue of Life.